# Деррік Вальзер
Деррік Вальзер (англ. Derrick Walser; нар. 12 травня 1978, Нью-Гласгоу, Нова Шотландія) — канадський хокеїст, захисник, який виступає за Рапперсвіль-Йона Лейкерс (Національна ліга А) з 2011 року.

## Кар'єра
Як вільний агент перейшов до Калгарі Флеймс 16 жовтня 1998 року але не маючи змоги закріпитись в основному складі, виступає за «Сен Жон Флеймс» (три сезони з 1998 по 2001 роки).
З сезону 2001/02 років виступає за Сірак'юс Кранч (Американська хокейна ліга). Також в цей час дебютує в Колумбус Блю-Джекетс (НХЛ) за який проведе 82 матчі.
Сезони 2004/06 років провів в німецькому Айсберен Берлін, де став одним з провідних гравців - 98 матчів в регулярному чемпіонаті Німеччини та набрав 66 очок (28+38), в плей-оф відіграв 23 гри, набрав 15 очок (10+5).
Наступні два сезони Деррік проводить в клубах АХЛ «Сірак'юс Кранч» та «Торонто Мерліс». Влітку 2008 року укладає угоду з клубом Континентальної хокейної ліги Витязь (Чехов), в складі якого провів 51 матч та набрав 22 очка (3+19).
Сезони 2009/10 та 2010/11 років проводить у «Айсберен Берлін», ставши чемпіоном Німеччини 2011 року.
Перед сезоном 2011/12 укладає угоду з швейцарським клубом Рапперсвіль-Йона Лейкерс, відіграв 44 матчі в яких набрав 21 очко (8+13). Чемпіонат 2012/13 років був менш вдалим 28 матчів та 15 очок в активі (4+11).

## Нагороди та досягнення
- 1997 Перша збірна QMJHL всіх зірок
- 1998 Еміль Бушар Трофі
- 1998 Найкращий захисник Канадської хокейної ліги
- 1998 Перша збірна QMJHL всіх зірок
- 1998 Перша збірна всіх зірок Канадської хокейної ліги
- 2001 Володар Кубка Колдера у складі «Сен Жон Флеймс»
- 2005 Чемпіон Німеччини у складі «Айсберен Берлін»
- 2006 Чемпіон Німеччини у складі «Айсберен Берлін»
- 2011 Чемпіон Німеччини у складі «Айсберен Берлін»
- 2012 Переможець Кубка Шпенглера 2012 у складі збірної Канади